# Ле-Круазик
Ле-Круазик (фр. Le Croisic) ― коммуна на западе Франции, находится в регионе Пеи-де-ла-Луар, департамент Атлантическая Луара, округ Сен-Назер, кантон Ла-Боль-Эскублак. Расположена в 80 км к западу от Нанта и в 70 км к юго-востоку от Вана, в 40 км от национальной автомагистрали N165, на побережье Бискайского залива. На территории коммуны расположена железнодорожная станция Ле-Круазик, конечный пункт линии Сен-Назер—Круазик.
Население (2017) — 4 093 человека.

## История
Важное стратегическое положение Круазика определило стремление людей поселиться здесь начиная с доисторических времен. К V веку он был большим приморским поселком. В июне 843 года Круазик был разорён викингами, проникшими к устью Луары с севера.
В XII веке Круазик был важным портом. Он оснащал мощные корабли и вёл активную морскую торговлю. Его верность герцогам Бретани, а затем королям Франции была неизменной, за что он получал определённые привилегии.  Около 1379 года адмирал Николя Бушар укрепил город и построил здесь замок, не сохранившийся до наших дней.  Были также возведены оборонительные валы, препятствовавшие доступу на полуостров с суши. 
Во время войны Бретани с Францией герцог Франциск II вооружает в Круазике свой флот и предоставляет жителям дополнительные  привилегии. В благодарность за это жители города помогли бретонской армии добиться снятия осады Нанта, затем освободить Ван. Позже, когда Бретань и Франция заключили унию, Круазик полностью принял новую власть.  Во время правления короля Франциска  I население города отбило несколько английских или испанских попыток  высадить десант на полуострове.
До 1597 года Круазик обладал одними из самых мощных в Бретани оборонительными сооружениям.  В конце Религиозных войн сторонники короля Генриха IV  взяли город штурмом, после чего были снесены замок и городские укрепления.  В 1629 году на месте бывшего замка по приказу Людовика XIII была построена  ратуша; таким образом он вознаградил город за участие его жителей в Осаде Ла-Рошели.
В XVII веке Круазик стал одним из первых портов, отправивших свои суда ловить треску на отмелях в районе острова Ньюфаундленд. В это время к порту Круазика было приписано более ста судов водоизмещением свыше ста тонн, торговля ведётся от Балтики до Средиземного моря. Порт принимает  древесину, железо, олово, каменный уголь, ткани и является основным экспортером  главного местного богатства – соли.  К середине XVIII века экономическому росту приходит конец. Это было связано как с экономическими (строительство порта Нант и отмена льгот), так и с природными причинами (сильные штормы разрушили дюны, что привело к обмелению порта).
В 1759 году Круазик затронуло Сражение в бухте Киберон, один из этапов противостояния Англии и Франции во время Семилетней войны. После разгрома французского флота англичане высадились на полуострове Круазик и осадили город, предъявив жителям города ультиматум о сдаче. Несмотря на слабость местного гарнизона Круазик отказался сдаваться, за что был подвергнут бомбардировке. Англичане три дня атаковали город, после чего, столкнувшись с ожесточенным сопротивлением, отступили. В 1788 году население Круазика, в отличие от большинства соседей, с восторгом приветствует Революцию. В 1793 году, с началом Вандейского восстания, в город приходят мятежники из Геранда, захватывают его на месяц и подвергают разграблению. 
С середины XIX века Круазик начинает приобретать известность как морской курорт. Его протяжённые песчаные пляжи привлекают сюда состоятельных парижан, которые начинают строить здесь виллы в качестве летних резиденций. Это способствует экономическому возрождению Круазика:  в 1846 году здесь появляется уличное освещение, строится дорога до Нанта. В 1879 году была открыта железнодорожная линия Сен-Назер-Круазик. 
Стратегическое положение Круазика не осталось незамеченным во время обеих мировых войн XX века. В 1917 году США построили военную базу для взлёта и посадки гидропланов. Во время Второй мировой войны в Ле-Круазике располагалась радиолокационная станция вермахта, которая обеспечивала защиту базы подводных лодок в Сен-Назере. В марте 1942 года британские диверсанты сумели проскользнуть мимо радиолокационной станции и взорвать ворота главного дока военной-морской базы в Сен-Назере.

## Достопримечательности
- Церковь Богоматери Милосердной (Notre-Dame-de-Pitié) в стиле пламенеющая готика XV-XVII веков
- Часовня Крюсификс XVI века
- Отель Эгийон XVII века, до 2008 года в нем располагалась мэрия
- Усадьба Пен-Катель XVIII-XIX веков
- Особняк Кервадю конца XV века
- Менгир Пьер-Лонг

## Экономика
Структура занятости населения:
- сельское хозяйство — 6,6 %
- промышленность — 3,7 %
- строительство — 4,2 %
- торговля, транспорт и сфера услуг — 49,3 %
- государственные и муниципальные службы — 36,2 %

Уровень безработицы (2017 год) — 15,7 % (Франция в целом — 13,4 %, департамент Атлантическая Луара — 11,6 %). 

Среднегодовой доход на 1 человека, евро (2017 год) — 22 730 (Франция в целом — 21 110, департамент Атлантическая Луара — 21 910).

## Демография
Динамика численности населения, чел.

## Администрация
Пост мэра Ле-Круазика с 2008 года занимает Мишель Келлар (Michèle Quellard). На муниципальных выборах 2020 года возглавляемый ею центристский блок победил во 2-м туре, получив 50,46 % голосов (из трех блоков).
| Период | Период | Фамилия       | Партия                                                       | Примечания                                                                      |
| ------ | ------ | ------------- | ------------------------------------------------------------ | ------------------------------------------------------------------------------- |
| 1977   | 1983   | Пьер Томер    | Разные правые                                                |                                                                                 |
| 1983   | 1986   | Луи Жоне      | Объединение в поддержку Республики                           | член Генерального совета департамента                                           |
| 1986   | 1986   | Жак Гийо      |                                                              |                                                                                 |
| 1986   | 1989   | Жан Офре      | Разные правые                                                | член Генерального совета департамента                                           |
| 1989   | 1995   | Марсель Лоран | Разные правые                                                |                                                                                 |
| 1995   | 2008   | Кристоф Приу  | Объединение в поддержку Республики Союз за народное движение | вице-президент Генерального совета департамента, депутат Национального собрания |
| 2008   |        | Мишель Келлар | Разные правые                                                |                                                                                 |

## Города-побратимы
- Лауфенбург, Германия

## Галерея
- Церковь Богоматери Милосердной
- Отель Эгийон
- Усадьба Пен-Катель
- Особняк Кервадю
- Менгир Пьер-Лонг
- Пляж Ле-Круазика